# 대야로 (합천군)
대야로(Daeya-ro)는 경상남도 합천군 대양면 함지교차로에서 고령군 지릿재까지 연결되는 도로이다.

## 주요 경유지
경상남도
- 합천군 (대양면 - 합천읍 - 율곡면) - 고령군 쌍림면

## 노선
| 이름            | 접속 노선                                       | 소재지 | 소재지            | 비고                  |
| --------------- | ----------------------------------------------- | ------ | ----------------- | --------------------- |
| 함지 교차로     | 국도 제33호선 (합천대로)                        | 합천군 | 대양면            |                       |
| 배미동 교차로   | 국도 제33호선 (합천대로)                        | 합천군 | 대양면            |                       |
| 대양 교차로     | 국도 제33호선 (합천대로)                        | 합천군 | 대양면            |                       |
| 덕산교          |                                                 | 합천군 | 대양면            |                       |
| 덕정삼거리      | 지방도 제1011호선 (대한로)                      | 합천군 | 대양면            | 지방도 제1011호선구간 |
| 덕정교          |                                                 | 합천군 | 대양면            | 지방도 제1011호선구간 |
| 대양 교차로     | 국도 제33호선 (합천대로)                        | 합천군 | 대양면            | 지방도 제1011호선구간 |
| 대목교          |                                                 | 합천군 | 대양면            |                       |
| 정양삼거리      | 지방도 제1026호선 (황계폭포로)                  | 합천군 | 대양면            |                       |
| 제2남점교       |                                                 | 합천군 | 대양면            |                       |
|                 | 합천읍                                          | 합천군 |                   |                       |
| 남정교 교차로   | 문화로                                          | 합천군 |                   |                       |
| 군청 교차로     | 지방도 제1034호선 (동서로)                      | 합천군 |                   |                       |
| 옥산 교차로     | 옥산로                                          | 합천군 |                   |                       |
| 제2합천교       |                                                 | 합천군 |                   |                       |
| 금양 교차로     | 국도 제24호선 (대야로) 국도 제33호선 (합천대로) | 합천군 | 국도 제24호선구간 |                       |
| 금양교          |                                                 | 합천군 | 국도 제24호선구간 |                       |
| 금양사거리      | 국도 제24호선 (마령로)                          | 합천군 | 국도 제24호선구간 |                       |
| 노양교          |                                                 | 합천군 | 율곡면            |                       |
| 노양 교차로     | 국도 제33호선 (합천대로)                        | 합천군 | 율곡면            |                       |
| 지릿재          |                                                 | 고령군 | 쌍림면            |                       |
| 대가야로와 직결 |                                                 |        |                   |                       |

## 주요 건물 및 시설
- S-OIL 대양주유소 (대야로 63/양산리 601)
- 신거리회관 (대야로 83/양산리 568-5)
- 대양면보건지소 (대야로 267/덕정리 924-7)
- 대양치안센터 (대야로 270/덕정리 665-9)
- 대양우체국 (대야로 272/덕정리 665-7)
- 농협 합천농협 하나로마트 대양점 (대야로 274/덕정리 665-1)
- 국민연금공단 합천상담센터 (대야로 867/합천리 319-9)
- 국민건강보험공단 합천출장소 (대야로 894/합천리 413-10)
- 한국타이어 합천점 (대야로 899/합천리 418-38)
- 농협 합천농협 주유소 (대야로 900/합천리 432-1)
- 농협 합천농협 본점 (대야로 904/합천리 418-6)
- 한국전력공사 합천지사 (대야로 921/합천리 1524)
- 르노코리아자동차 합천대리점 (대야로 922/합천리 1614)
- 현대자동차 블루핸즈 합천점 (대야로 932/합천리 1593)
- 종합타이어 (대야로 935/합천리 1507)
- GS칼텍스 영창가스충전소 (대야로 981/영창리 467-12)
- 신소양카센터 (대야로 1006/영창리 456)
- SK에너지 금양주유소 (대야로 1168/금양리 27-5)
- 율곡치안센터 (대야로 1459/율진리 56)